# Plutonium(IV)fluoride
Plutonium(IV)fluoride is een chemische verbinding met de formule {\displaystyle {\ce {PuF4}}}. Het is een bruine vaste stof, maar de kleur is afhankelijk van de korrelgrootte, het vochtgehalte, belichting en aanwezigheid van verontreinigingen. Her werd vooral gebruikt als bron voor plutoniummetaal in de productie van kernwapens.

## Synthese
Plutonium(IV)fluoride ontstaat in de reactie tussen plutonium(IV)oxide, {\displaystyle {\ce {PuO2}}}, of plutonium(III)fluoride, {\displaystyle {\ce {PF3}}}, met waterstoffluoride in een stroom zuurstof bij een temperatuur van 450 tot 600 °C. In HF zijn vaak kleine hoeveelheden waterstof aanwezig, zuurstof voorkomt dat dit het reactieproduct reduceert.
{\displaystyle {\ce {PuO2 \ + \ 4 HF -> PuF4 \ + 2 H2O}}}
{\displaystyle {\ce {4PuF3\ +\ O2\ +\ 4HF->4PuF4\ +\ 2H2O}}}
Een andere mogelijkheid is plutonium(VI)fluoride bij een kortere golflengte dan 520 nm met laserlicht te bestralen. In eerste instantie ontstaat Plutonium(V)fluoride, dat bij voorgezette bestraling omgezet wordt in {\displaystyle {\ce {PuF4}}}.

## Reacties

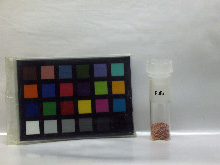
Plutoniumtetrafluoridemonster met voorbeeld van één kleur geïllustreerd door verwijzing naar een kleurstandaard

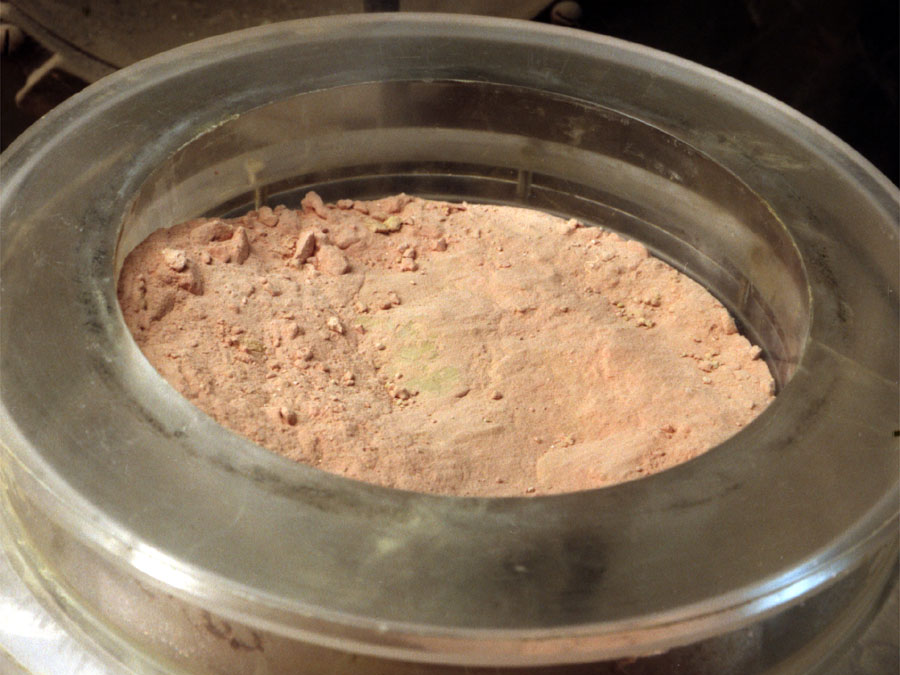
Een monster van plutoniumtetrafluoride geproduceerd op de Hanford-site tijdens de Koude Oorlog en vrijgegeven door de Freedom of Information Act

Met barium, calcium of lithium reageert {\displaystyle {\ce {PuF4}}} bij 1200 °C tot metallisch plutonium:
PuF 4 + 2 Ba → 2 BaF 2 + Pu
PuF 4 + 2 Ca → 2 CaF 2 + Pu
PuF 4 + 4 Li → 4 LiF + Pu